# LI Festival Internacional de la Canción de Viña del Mar
El LI Festival Internacional de la Canción de Viña del Mar, o simplemente Viña 2010, se celebró en el Anfiteatro de la Quinta Vergara, en la ciudad chilena de Viña del Mar, Región de Valparaíso, Chile del 22 al 26 de febrero de 2010. 
Los animadores fueron los mismos que en la edición anterior, Felipe Camiroaga, de Televisión Nacional de Chile, y Soledad Onetto, de Canal 13. Esta fue la primera versión del festival en ser transmitida en alta definición. La jornada final del 27 de febrero fue suspendida debido al terremoto ocurrido en la madrugada del 27.

## Antecedentes
Esta edición de este certamen fue la primera en ser emitida en el formato 16:9 y en HD (Alta Definición).
Por primera vez en la historia del festival, el público participó en la elección de la canción representante de Chile en la competencia internacional mediante mensaje de texto, donde se seleccionaron las 5 canciones con más votos. En una ceremonia realizada el 28 de noviembre de 2009, un grupo de jueces eligieron la canción finalista, la cual fue "El tiempo en las bastillas", interpretada por Difuntos Correa, y original de Fernando Ubiergo, cuya votación popular había sido de un 18,32 % por sobre el 16,23 % obtenido por el tema «Que cante la vida», original del cantautor Alberto Plaza e interpretada por Aldo Bustos.
La organización del evento comenzó a mediados de 2009, con discusiones iniciales de los productores, proponiéndose en primera instancia artistas como Shakira, Julio Iglesias o Myriam Hernández. En noviembre de ese año, artistas como Ashley Tisdale, Miley Cyrus, Jonas Brothers, Beyoncé, Tina Turner, Alicia Keys, Alejandro Sanz y Maná fueron señalados como posibles invitados al festival.
El cantante canadiense Paul Anka; la banda mexicana de pop-rock romántico ganadora del Grammy Latino, Reik; el cantante tropical sensación del momento en ese entonces, Américo; el cantante urbano y de reguetón Tito El Bambino y el humorista Coco Legrand fueron los primeros artistas confirmados para la 51.ª edición del festival. El 3 de diciembre, tres nuevos artistas fueron confirmados, Ricardo Arjona, el cantante español Raphael, la banda argentina de electro pop Miranda!, el también cantante urbano Don Omar y el humorista Bombo Fica, además del cantautor y músico chileno conocido por ser el exvocalista de La Ley, Beto Cuevas, y la cantante y actriz mexicana exintegrante del grupo juvenil pop-rock mexicano RBD, Anahí como parte del jurado de la competencia internacional. Al día siguiente, el grupo argentino Los Fabulosos Cadillacs y el grupo tropical chileno La Noche fueron confirmados para el festival, estos últimos regresan al escenario de este festival después de su triunfante concierto el año anterior además de la confirmación de uno de sus integrantes como parte del jurado de la competencia internacional, en este caso, de su vocalista Leo Rey, mientras que en el jurado de la competencia folclórica se suma el cantante folclórico argentino y exintegrante de Los Nocheros Jorge Rojas, respectivamente, además de la revelación del pop colombiano Fanny Lu.
El 8 de diciembre de 2009, la prensa difundió varios rumores de que la cantante estadounidense nominada al premio Grammy Katy Perry participaría en el festival, como parte del jurado internacional y del show, sin embargo ello fue negado. El 15 de diciembre fue definido el orden de los primeros artistas confirmados, distribuidos en seis noches.
En diciembre de 2009, un grupo de artistas peruanos demostró su descontento por haber sido excluidos de la competencia internacional del festival, por una regla que la organización impuso de que solo podían competir países que tuviesen 200 años o más, requisito que el Perú no cumple (por ser independiente desde 1821). La prensa peruana calificó de "discriminatoria" la decisión, y se dejó entrever que podría estar relacionada con la coyuntura política entre ambos países. Finalmente, la Comisión Organizadora aclaró el 16 de diciembre que la exclusión de Perú operaba solo en la competencia folclórica, pero no en la internacional, siendo el tema "La flor de la canela", de Chabuca Granda, la representante de Perú.
Otro de los artistas que había sido confirmado para el evento, el trovador y humorista Felo, declinó participar en el festival solo semanas antes de este, debido a problemas psicológicos ocasionados por la muerte de un amigo cercano y por un altercado que tuvo con periodistas de farándula luego de una presentación en San Felipe. En su reemplazo se contrató al espectáculo ruso Petrosyans.

## Programación
| Primer día (lunes, 22 de febrero) - Obertura: Ballet Folclórico de Chile (Bafochi) - Coco Legrand (humor) (A, A, A, G) - Competencia internacional - Valentín Trujillo (A, A, G) - Competencia folclórica - Paul Anka (A, A, G) Segundo día (martes, 23 de febrero) - Obertura: Magic Twins (show de magia) (A) - Reik (A, A) - Competencia internacional - Anahí - Competencia folclórica - Don Omar (A, A, G) Tercer día (miércoles, 24 de febrero) - Obertura: Horacio Saavedra y su orquesta - Bombo Fica (humor) (A, A, G) - Competencia internacional - Competencia folclórica - Raphael (A, A, G) - Miranda! (A, A) Cuarto día (jueves, 25 de febrero) - Obertura: Ballet Folclórico de Chile (Bafochi) - Américo (A, A, G, G) - Competencia internacional - Petrosyans (varieté) - Competencia folclórica - Tito el Bambino (A, A, G) - Yolo Aventuras en su Gira de Regreso | Quinto día (viernes, 26 de febrero) - Obertura del Festival - La Noche (A, A, G) - Ricardo Arjona (A, A, G, G) - Presentación del Ballet Folclórico de Chile (Bafochi) - Final competencia folclórica - Fanny Lu - Semifinal competencia internacional Sexto día (sábado, 27 de febrero) (cancelado debido al terremoto) - Obertura - Los Jaivas - Final de la Competencia Internacional - Beto Cuevas* - Premiación de la Competencia Internacional - Los Fabulosos Cadillacs |

Simbología: A (antorcha de plata), A (antorcha de oro), G (gaviota de plata)

* Artistas que forman parte del jurado internacional. En el caso del grupo La Noche, solo se refiere a su, entonces, vocalista, Leo Rey.

### Cancelación de la jornada final

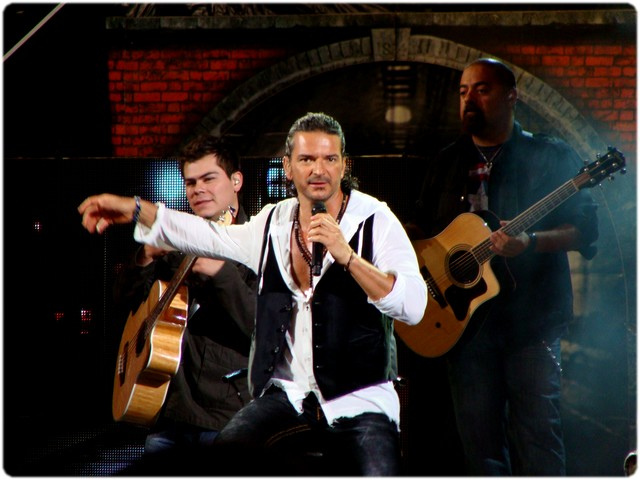
Arjona en la quinta jornada del Festival de Viña 2010, horas antes del terremoto.

La sexta fecha del festival estaba programada para el sábado 27 de febrero, pero a las 03:34 horas un terremoto sacudió a la zona centro-sur del país. Al día siguiente se confirmó que la noche de clausura se cancelaría debido a que no correspondía celebrar debido a la tragedia y el país estaba de luto por las víctimas de la catástrofe y el riesgo que eso significaba por posibles réplicas. Y a su vez, además de la última jornada festivalera, también finalizaron todos los programas satélites vinculados al certamen para darle prioridad a la cobertura de la catástrofe a través de todos los medios de comunicación.
En esa jornada debían actuar Los Jaivas, Beto Cuevas y Los Fabulosos Cadillacs y hubo especulación respecto a un (artista sorpresa) que se presentaría en el cierre debido a la celebración del Bicentenario de Chile. Sin embargo, debido a la tragedia ninguno pudo tocar en el cierre del certamen.
La exigencia de última hora realizada por el cantante Ricardo Arjona fue calificada como un "milagro". En efecto, originalmente debía cerrar esa noche, pero pidió ser reprogramado para presentarse en medio del show, lo que obligó a que Fanny Lu realizara la clausura. Momentos después de terminado el show de Fanny Lu, se produjo el terremoto, cuando la Quinta Vergara afortunadamente estaba vacía. Se reportaron desprendimientos de la estructura del anfiteatro, lo que hubiera provocado daños al público presente si el show del guatemalteco hubiera estado al final, ya que se habría extendido hasta la hora del intenso sismo.
Este fue el primer festival interrumpido por razones de fuerza mayor y que no tuvo su noche de clausura debido a la tragedia. Y posteriormente una semana después de ocurrido el terremoto, los días 5 y 6 de marzo de 2010 se realizó la campaña solidaria Chile ayuda a Chile (2010) con el objetivo de recaudar fondos para ir en ayuda de los damnificados de la catástrofe y ayudar a la reconstrucción del país y que fue transmitida en cadena nacional. Y en cuyo evento también participaron artistas como Américo y La Noche, entre otros, quienes triunfaron en esta edición del Festival de Viña del Mar mientras que otros no pudieron presentarse en la jornada final.

## Competencia internacional
Como forma de celebrar el Bicentenario de Chile, esta edición del Festival contó con una competencia especial donde los diversos países participantes expusieron uno de los temás más conocidos e importantes de su historia musical, reinterpretadas de forma especial para el evento viñamarino. Las canciones en competencia fueron:
| País           | Título                          | Intérprete original       | Intérprete actual      | Autor                              | Compositor                       |
| Ganador        | Ganador                         | Ganador                   | Ganador                | Ganador                            | Ganador                          |
| -------------- | ------------------------------- | ------------------------- | ---------------------- | ---------------------------------- | -------------------------------- |
| Italia         | "Volare"                        | Domenico Modugno          | Simona Galeandro       | Domenico Modugno, Franco Migliacci | Domenico Modugno                 |
| Finalistas     |                                 |                           |                        |                                    |                                  |
| Argentina      | "El día que me quieras"         | Carlos Gardel             | Cristian Soloa         | Carlos Gardel                      | Alfredo Le Pera                  |
| Cuba           | "Para vivir"                    | Pablo Milanés             | Francisco José Freeman | Pablo Milanés                      | Pablo Milanés                    |
| Semifinalistas |                                 |                           |                        |                                    |                                  |
| Estados Unidos | "Rock Around the Clock"         | Donny Dae and His Knights | Elliott Yamin          | Max C. Freedman y James E. Myers   | Max C. Freedman y James E. Myers |
| Chile          | "El tiempo en las bastillas"    | Fernando Ubiergo          | Difuntos Correa        | Fernando Ubiergo                   | Fernando Ubiergo                 |
| Participantes  |                                 |                           |                        |                                    |                                  |
| España         | "Eres tú"                       | Mocedades                 | Seib                   | Juan Carlos Calderón               | Juan Carlos Calderón             |
| Francia        | "La vie en rose"                | Édith Piaf                | Melanie Dahan          | Édith Piaf                         | Louis Gugliemi                   |
| Reino Unido    | "(I Can't Get No) Satisfaction" | The Rolling Stones        | The Thirst             | Mick Jagger y Keith Richards       | Mick Jagger y Keith Richards     |
| México         | "Si nos dejan"                  | José Alfredo Jiménez      | Rodrigo Fernández      | José Alfredo Jiménez               | José Alfredo Jiménez             |
| Perú           | "La flor de la canela"          | Chabuca Granda            | Sandra Muente          | Chabuca Granda                     | Chabuca Granda                   |

La elección del ganador se realizó en una sesión extraordinaria, realizada el 27 de febrero al mediodía, en donde sólo participaron cinco de los siete jueces, debido a que Anahí y Fanny Lu volvieron a sus respectivos países después del terremoto. El ganador fue comunicado el 15 de marzo de 2010, luego de que la emergencia se atenuara.

### Jurado internacional
- Beto Cuevas (presidente del jurado)
- Gabriela Vergara
- Carolina Arregui
- Anahí
- Fanny Lu
- Rafael Araneda
- Leo Rey, de La Noche

### Preselección chilena
Para elegir la canción representante de Chile, Canal 13 organizó un proceso de selección de votación popular entre 10 canciones. Estas diez canciones fueron presentadas el 29 de septiembre de 2009 tras ser elegidas por un jurado de seis miembros encabezado por el director de orquesta Horacio Saavedra.
Los diez temas elegidos fueron:
| Título                          | Intérprete original | Intérprete actual | Autor            | Compositor       | %      |    |
| ------------------------------- | ------------------- | ----------------- | ---------------- | ---------------- | ------ | -- |
| "El tiempo en las bastillas"    | Fernando Ubiergo    | Difuntos Correa   | Fernando Ubiergo | Fernando Ubiergo | 18,32% | 1º |
| "La novia"                      | Antonio Prieto      | Alma              | Antonio Prieto   | Antonio Prieto   | 9,38%  | 3º |
| "El rock del Mundial"           | Los Ramblers        | Jazzimodo         | Los Ramblers     | Los Ramblers     |        | -  |
| "Todos juntos"                  | Los Jaivas          | Sabina Odone      | Los Jaivas       | Los Jaivas       |        | -  |
| "La voz de los '80"             | Los Prisioneros     | Inestable         | Jorge González   | Jorge González   | 8,47%  | 5º |
| "Los momentos"                  | Los Blops           | K-Reena           | Eduardo Gatti    | Eduardo Gatti    |        | -  |
| "Tu cariño se me va"            | Buddy Richard       | Eric              | Buddy Richard    | Buddy Richard    | 8,60%  | 4º |
| "Gracias a la vida"             | Violeta Parra       | Nicole Natalino   | Violeta Parra    | Violeta Parra    |        | -  |
| "Que cante la vida"             | Alberto Plaza       | Aldo Bustos       | Alberto Plaza    | Alberto Plaza    | 24,44% | 2º |
| "En Mejillones yo tuve un amor" | Fernando Trujillo   | Las Capitalinas   | Gamelín Guerra   | Gamelín Guerra   |        | -  |

"Que cante la vida" ganó por votación del público, pero los jueces escogieron "El tiempo en las bastillas" como la canción ganadora.

## Competencia folclórica
| País          | Canción              | Artista                   | Compositor                    |         |         |
| Ganador       | Ganador              | Ganador                   | Ganador                       | Ganador | Ganador |
| ------------- | -------------------- | ------------------------- | ----------------------------- | ------- | ------- |
| Argentina     | "El cantar es andar" | Canto 4                   | César Isella                  |         |         |
| Finalistas    |                      |                           |                               |         |         |
| México        | "Traje de Charro"    | Mauro Calderón            | Ramón de la Cruz García       |         |         |
| Chile         | "Chinchinerito"      | Arrabaleros               | Daniel Cantillana, David Azán |         |         |
| Participantes |                      |                           |                               |         |         |
| Bolivia       | "Miscky simy"        | Qolke Thikas              | Oscar Castro                  |         |         |
| Colombia      | "La hamaca"          | Micaela                   | María Alejandra Hoyos         |         |         |
| Venezuela     | "Vals gitano"        | María Alejandra Rodríguez | Pablo Gil                     |         |         |

### Jurado folclórico
- Yolanda Rayo
- Patricia López
- Jorge Rojas (presidente del jurado)
- Verónica Franco
- Sigrid Alegría

## Gala 2010
La Gala del Festival de Viña del Mar da el puntapié inicial para inaugurar cada una de las ediciones, por esta desfilan los animadores del festival, así como  artistas, rostros de televisión, actores, periodistas, deportistas y modelos.  
Esta se transformaría en la última gala del Festival de Viña en no ser transmitida en vivo por el canal organizador.
Los encargados de cerrar la Gala fueron los Animadores del Festival Felipe Camiroaga y Soledad Onetto.

### Invitados
| Bandera de Argentina                    | Belén Hidalgo                | Modelo / Pareja de Miguel "Negro" Piñera |
| Bandera de Argentina                    | María Alberó                 | Modelo / Esposa de Iván Zamorano |
| Bandera de Argentina                    | Mariela Montero              | Modelo / Candidata a Reina del Festival de Viña 2010 |
| Bandera de Argentina · Bandera de Chile | Vanesa Borghi                | Modelo |
| Bandera de Chile                        | Adriana Barrientos           | Modelo / Mediática |
| Bandera de Chile                        | Augusto Schuster             | Actor / Cantante / Artista del Festival de Viña 2008, siendo parte de la banda juvenil Amango / 3° lugar elección Rey del Festival de Viña 2009 |
| Bandera de Chile                        | Beto Cuevas                  | Cantautor / Diseñador / Artista del Festival de Viña 2010 / Se presentó anteriormente como vocalista de la banda La Ley los años 1993, 1994, 1995, 2001, 2002 y 2005 / Presidente del Jurado del Festival de Viña 2010                                                |
| Bandera de Chile                        | Blanca Lewin                 | Actriz / Rostro de Canal 13 |
| Bandera de Chile                        | Carla Ochoa                  | Modelo / Panelista de TV / Candidata a Reina del Festival de Viña 2010 |
| Bandera de Chile                        | Carola Correa                | Chef |
| Bandera de Chile                        | Carola Jorquera              | Periodista / exmodelo / Asesora de Imagen / Panelista del Buenos días a todos |
| Bandera de Chile                        | Carolina Arregui             | Actriz / Jurado de la Competencia Folclórica del Festival de Viña 2010 / Jurado de la Competencia Internacional del Festival de Viña 1998 y de la Competencia Folclórica del Festival de Viña 2005 / Candidata a Reina del Festival de Viña 2010 / Rostro de Canal 13 |
| Bandera de Chile                        | Catalina Pulido              | Actriz / Modelo / Conductora de TV |
| Bandera de Chile                        | Cristián Campos              | Actor / Rostro de Canal 13 |
| Bandera de Chile                        | Daniel Alcaíno               | Actor / Comediante / Rostro de Canal 13 |
| Bandera de Chile                        | Daniel Muñoz                 | Actor / Folclorista / Artista del Festival de Viña 2000 y 2001 con sus personajes "El Malo" y "El Carmelo" respectivamente / Jurado de la Competencia Folclórica del Festival de Viña 2008 / Rostro de Canal 13                                                       |
| Bandera de Chile                        | Diana Bolocco                | Conductora de TV / Periodista / Reina del Festival de Viña 2007 / Jurado de la Competencia Internacional de Viña 2008 / Conductora de Alfombra roja |
| Bandera de Chile                        | Eduardo Fuentes              | Periodista / Conductor de TV / Conductor de Alfombra roja |
| Bandera de Chile                        | Faloon Larraguibel           | Modelo / 5° lugar elección Reina del Festival de Viña 2010 / Pareja de Karol "Dance" Lucero |
| Bandera de Chile                        | Felipe Izquierdo             | Actor / Comediante / Empresario |
| Bandera de Chile                        | Fernanda Hansen              | Periodista / Conductora de TV / Jurado de la Competencia Folclórica de Viña 2009 / Conductora de Viva la mañana |
| Bandera de Chile                        | Francisca Imboden            | Actriz / Rostro de TVN |
| Bandera de Chile                        | Ignacio Garmendia            | Actor / Rostro de Canal 13 |
| Bandera de Chile                        | Iván Valenzuela              | Periodista / Conductor de Teletrece |
| Bandera de Chile                        | Iván Zamorano                | Exfutbolista / Medallista de bronce olímpico con la Selección Chilena de Fútbol en Sídney 2000 / Empresario / Esposo de María Alberó |
| Bandera de Chile                        | Jhendelyn Nuñez              | Modelo / Bailarina / Candidata a Reina del Festival de Viña 2010 |
| Bandera de Chile                        | Julia Vial                   | Periodista / Conductora de TV / Conductora de Intrusos e Intrusos prime |
| Bandera de Chile                        | Karen Doggenweiler           | Periodista / Presentadora de TV / 2° lugar elección Reina del Festival de Viña 2003 / Rostro de TVN |
| Bandera de Chile                        | Katherine Salosny            | Conductora de TV / Actriz / Jurado de la Competencia Folclórica de Viña 1993 y 2009 / Animadora del Buenos días a todos |
| Bandera de Chile                        | Katty Kowaleczko             | Actriz / Conductora de TV / Rostro de Canal 13 |
| Bandera de Chile                        | Luciana Echeverría           | Actriz / Cantante / Artista del Festival de Viña 2008, siendo parte de la banda juvenil Six Pack |
| Bandera de Chile                        | Macarena Tondreau            | Panelista del Buenos días a todos |
| Bandera de Chile                        | Manuela Martelli             | Actriz |
| Bandera de Chile                        | Marcela Vacarezza            | Conductora de TV / Esposa de Rafael Araneda |
| Bandera de Chile                        | María José Bello             | Actriz / Rostro de Canal 13 |
| Bandera de Chile                        | María José Quiroz            | Actriz / Comediante |
| Bandera de Chile                        | Marlen Olivari               | exmodelo / ex-Vedette / 2° lugar elección Reina de Viña 2007 / Jurado de la Competencia Internacional de Viña 2007 |
| Bandera de Chile                        | Martín Cárcamo               | Conductor de TV / Jurado de la Competencia Internacional de Viña 2009 |
| Bandera de Chile                        | Miguel Ángel Guzmán          | Diseñador / Panelista de Intrusos |
| Bandera de Chile                        | Miguel "Negro" Piñera        | Cantante / Empresario / Pareja de Belén Hidalgo |
| Bandera de Chile                        | Mónica Rincón                | Periodista / Conductora de 24 horas |
| Bandera de Chile                        | Pamela Díaz                  | Modelo / Conductora de TV / 2° y 3° lugar en la elección de la Reina de Viña 2004 y 2005 respectivamente / Panelista de Viva la mañana |
| Bandera de Chile                        | Patricia López               | Actriz / Jurado de la Competencia Folclórica del Festival de Viña 2010 |
| Bandera de Chile                        | Rafael Araneda               | Conductor de TV / Jurado de la Competencia Internacional del Festival de Viña 2010 / Rostro de TVN / Esposo de Marcela Vacarezza |
| Bandera de Chile                        | Ricardo Cantín               | Periodista |
| Bandera de Chile                        | Ricarte Soto                 | Periodista / Panelista del Buenos días a todos |
| Bandera de Chile                        | Sebastián "Lindorfo" Jiménez | Veterinario / Conductor de TV / Conductor de Viva la mañana |
| Bandera de Chile                        | Sergio Lagos                 | Periodista / Conductor de TV / Músico / Rostro de Canal 13 |
| Bandera de Chile                        | Soledad Bacarreza            | Periodista |
| Bandera de Chile                        | Tamara Acosta                | Actriz / Rostro de Canal 13 |
| Bandera de Chile                        | Tonka Tomicic                | Conductora de TV / Modelo / Animadora del Festival de Viña en 2007 y 2008 / Reina del Festival de Viña 2006 / Conductora de La movida del Festival |
| Bandera de Cuba                         | Juan Falcón                  | Actor / Rey del Festival de Viña 2006 / Rostro de Canal 13 |
| Bandera de Italia                       | Luciano Marocchino           | Empresario / Pareja de Marlen Olivari |

## Cobertura

### Transmisión
Para Chile el evento fue transmitido en vivo por los canales de televisión abierta Canal 13 y Televisión Nacional de Chile (TVN), y por Radio Cooperativa. A ello se sumó la transmisión en vivo del evento para toda Latinoamérica por la cadena de televisión por cable A&E Latinoamérica.
La señal internacional de TVN, TV Chile, también llevó el evento a 26 países, entre los que destacan Alemania, España, Suecia, Finlandia, Noruega, Dinamarca, Australia, Estados Unidos y Canadá.
Otras señales nacionales transmitieron el evento, como por ejemplo:[cita requerida]
- Canal 1 (Colombia)
- ATB Red Nacional
- RCTV Internacional
- Televicentro
- Televisa
- Televicentro
- Canal 2
- Telefé
- Canal 11 SERTV
- Tlñ
- Repretel
- Canal 13
- TV Cerro Corá

### Programas satélite
- Canales oficiales:
  - En boca de todos (matinal, Canal 13)
  - Buenos días a todos (matinal, TVN)
  - Viva la mañana (matinal, Canal 13)
  - Alfombra roja (espectáculos, Canal 13)
  - La movida del Festival (misceláneo, Canal 13)
  - Teletrece (noticiero, Canal 13)
  - 24 horas (noticiero, TVN)
- Canales no oficiales:
  - En portada (espectáculos, UCV TV)
  - Intrusos en la televisión (espectáculos, La Red)
  - Pollo en Conserva (matinal, La Red)
  - Telediario (noticiero, La Red)
  - Así somos (conversación, La Red)
  - Mucho gusto (matinal, Mega)
  - Mira quién habla (espectáculos, Mega)
  - Meganoticias (noticiero, Mega)
  - SQP (espectáculos, Chilevisión)
  - Yingo (juvenil, Chilevisión)

Cabe destacar que desde su inicio el festival hizo su primera transmisión en alta definición (HD) por los canales de cable, Canal 13 HD en VTR y en señal abierta UHF.

## Reyes del Festival

### Elección de Reina del Festival
| País          | Candidata          | Programa                                    | Canal         | Votación |
| ------------- | ------------------ | ------------------------------------------- | ------------- | -------- |
| Chile         | Carolina Arregui   | Jurado Internacional y actriz de Feroz      | C13           | 94       |
| Chile         | Carla Ochoa        | Buenos días a todos                         | TVN           | 93       |
| Chile         | Jhendelyn Núñez    | En portada.                                 | UCV TV        | 69       |
| México        | Anahí              | Jurado internacional y artista del Festival | —             | 30       |
| Chile         | Faloon Larraguibel | Yingo                                       | CHV           | 28       |
| Venezuela     | Gabriela Vergara   | Jurado internacional, rostro de A&E         | A&E           | 9        |
| Argentina     | Mariela Montero    | Intrusos en la televisión                   | La Red        | 8        |
| Colombia      | Fanny Lu           | Jurado Internacional y artista del Festival | —             | 6        |
| Votos totales | Votos totales      | Votos totales                               | Votos totales | 337      |

### Elección de Rey del Festival
| País          | Candidato             | Programa                                     | Canal         | Votación |
| ------------- | --------------------- | -------------------------------------------- | ------------- | -------- |
| Chile         | Américo               | Artista del Festival                         | C13           | 61       |
| Chile         | Beto Cuevas           | Jurado Internacional                         | —             | 60       |
| Chile         | "Peter Veneno"        | La Movida del Festival                       | C13           | 54       |
| Chile         | Leo Rey               | Jurado internacional y vocalista de La Noche | —             | 11       |
| Chile         | Juan Cristóbal Foxley | SQP                                          | CHV           | 5        |
| Votos totales | Votos totales         | Votos totales                                | Votos totales | 191      |

## Índice de audiencia
| Día       | Canal13 | TVN   | Total |
| --------- | ------- | ----- | ----- |
| Lunes     | 22,7    | 17,7  | 40,4  |
| Martes    | 19,2    | 16,2  | 35,4  |
| Miércoles | 18,7    | 18,1  | 36,8  |
| Jueves    | 22,9    | 20,1  | 43    |
| Viernes   | 17,6    | 16,5  | 34,1  |
| Promedio  | 20,22   | 17,72 | 37,94 |